# Rodney Frelinghuysen
Rodney Procter Frelinghuysen (New York, 29 aprile 1946) è un politico statunitense, membro della Camera dei Rappresentanti per lo stato del New Jersey.

## Biografia
Nato a New York in una famiglia molto attiva politicamente, Frelinghuysen è figlio dell'ex deputato repubblicano Peter Frelinghuysen, Jr. e discendente dell'ex Segretario di Stato Frederick Theodore Frelinghuysen.
Dopo gli studi e il servizio militare, Frelinghuysen si dedicò alla politica e venne eletto all'interno della legislatura statale del New Jersey. Nel 1990 si candidò alla Camera dei Rappresentanti ma venne sconfitto nelle primarie repubblicane.
Cinque anni dopo il deputato Dean Gallo annunciò il proprio ritiro per via di un grave cancro alla prostata che lo aveva colpito. Frelinghuysen si candidò per il seggio e riuscì a vincere le elezioni, che si tennero appena due giorni dopo la scomparsa di Gallo. Negli anni successivi gli elettori lo riconfermarono sempre con alte percentuali di voto.
Frelinghuysen è giudicato un repubblicano di ideologia moderata.